# 菲沙嶺
菲沙嶺，綽號「台灣村」，是加拿大卑詩省素里僑福的一個社區，南臨1號公路，東臨15號公路，北臨菲沙河。大部分住戶可欣賞到菲沙河及高貴林山的景色。

## 人口
該社區居民主要由高收入住戶組成，並被劃為大型單戶住宅。據2014年估計，該社區約有25,000人口。

## 教育
區內設有菲沙嶺中學。